# Haga, Västerås
Haga är ett administrativt bostadsområde och en stadsdel i nordöstra Västerås. Området består av stadsdelarna Haga och Sandgärdet. Området avgränsas av järnvägen (Mälarbanan), Norrleden, Malmabergsgatan och E18. 

## Bebyggelse
Södra delen av Haga innehåller äldre villabebyggelse. Den norra delen är bebyggd med flerbostadshus från 1940-talet och senare. Sandgärdet, som ligger söder om själva Haga, är huvudsakligen bebyggt med mindre flerfamiljshus från 1930-talet.
I Haga finns en skola Lillhagaskolan. Den tidigare Hagaskolan är ombyggd till bostäder, Hagalidsvägen.
Många av stadsdelens gator har fått sitt namn från skytte, till exempel Markörgatan och Rekylgatan. Detta eftersom det i närheten tidigare har legat en skyttepaviljong.

## Stadsdelen Haga
Området avgränsas av Norrleden, Lugna gatan, Malmabergsgatan, gränsen mot Sandgärdet och järnvägen (Mälarbanan).
Området gränsar i norr till Finnslätten, i öster till Malmaberg och Freja och i söder till Sandgärdet och i väster till Gideonsberg och Nordanby gärde.

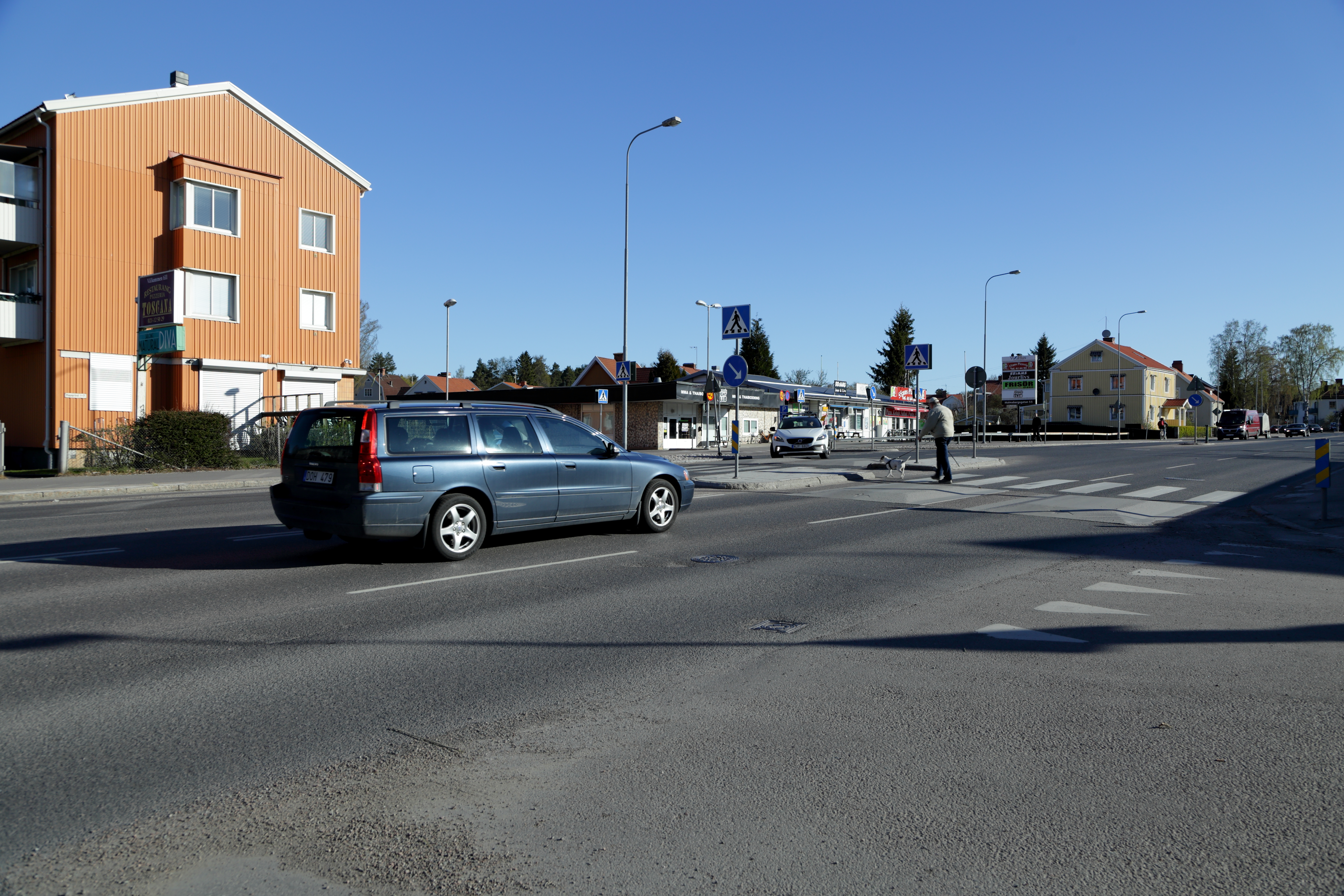
Snabbmatställen vid korsningen Haga parkgatan och Malmabergsgatan.
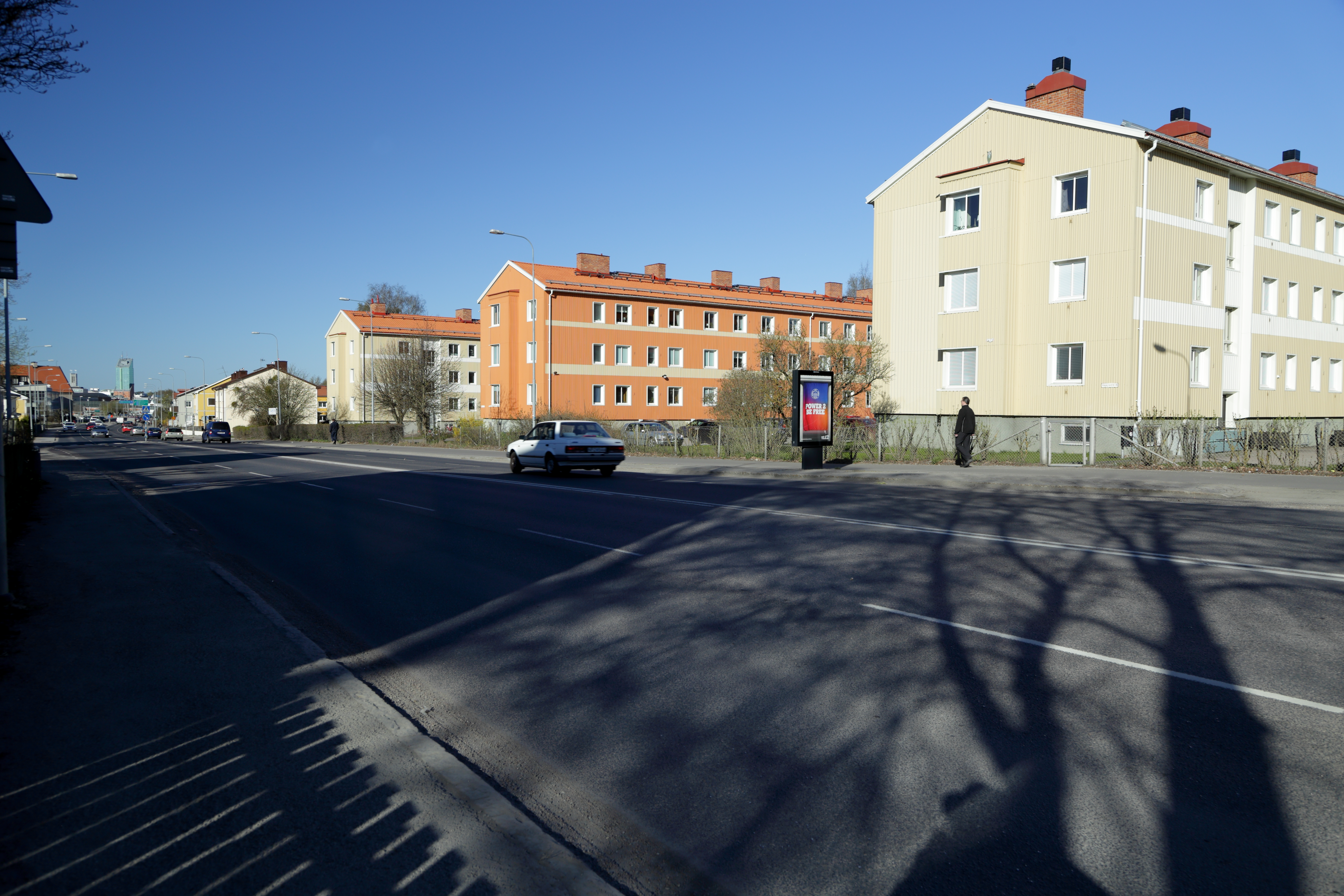
Flerfamiljshus i Haga.
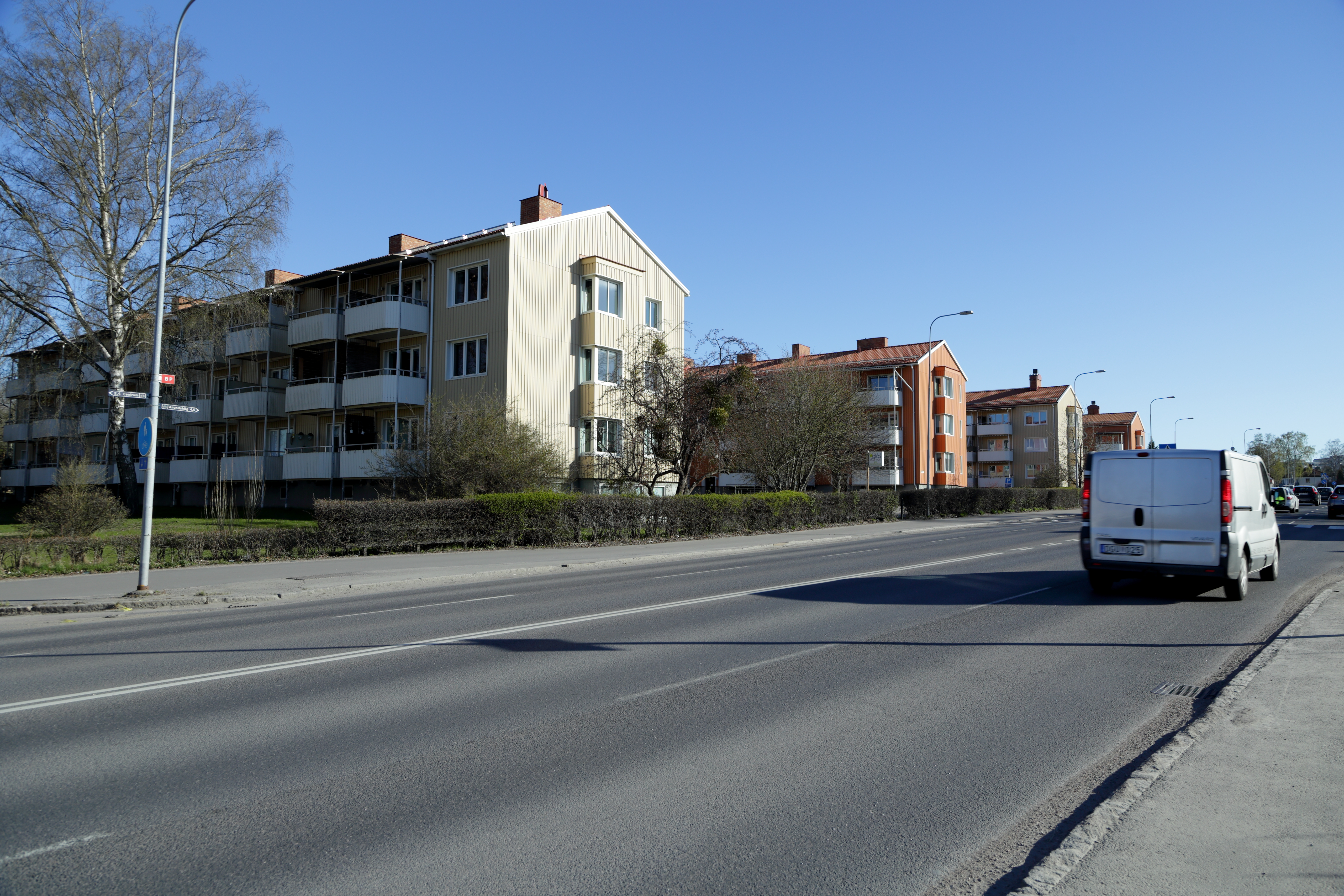
Flerfamiljshus i Haga.

Mitt i stadsdelen på Hästhovsgatan 19 byggdes 1989 en lokal för en livsmedelsbutik. Den var en Rimi fram till 2003 när den skyltades om till Ica Supermarket. Bolaget bakom butiken försattes i konkurs i oktober 2023 och driften övertogs temporärt at Ica centralt. Den 25 december 2023 totalförstördes butiken i en brand.